# Міллтаун (Вісконсин)
Міллтаун (англ. Milltown) — селище (англ. village) в США, в окрузі Полк штату Вісконсин. Населення — 1219 осіб (2020).

## Географія
Міллтаун розташований за координатами 45°31′16″ пн. ш. 92°29′53″ зх. д. / 45.52111° пн. ш. 92.49806° зх. д. (45.521032, -92.497943).  За даними Бюро перепису населення США в 2010 році селище мало площу 4,62 км², з яких 4,54 км² — суходіл та 0,07 км² — водойми.

## Демографія
Згідно з переписом 2010 року, у селищі мешкало 917 осіб у 416 домогосподарствах у складі 237 родин. Густота населення становила 199 осіб/км².  Було 473 помешкання (102/км²).
Расовий склад населення:
| - 97,4 % — білих - 0,9 % — корінних американців - 0,3 % — чорних або афроамериканців |

До двох чи більше рас належало 0,9 %. Частка іспаномовних становила 1,2 % від усіх жителів.
За віковим діапазоном населення розподілялося таким чином: 24,4 % — особи молодші 18 років, 59,6 % — особи у віці 18—64 років, 16,0 % — особи у віці 65 років та старші. Медіана віку мешканця становила 39,6 року. На 100 осіб жіночої статі у селищі припадало 100,2 чоловіків;  на 100 жінок у віці від 18 років та старших — 94,7 чоловіків також старших 18 років.
Середній дохід на одне домашнє господарство  становив 49 577 доларів США (медіана — 35 833), а середній дохід на одну сім'ю — 55 553 долари (медіана — 44 063). Медіана доходів становила 42 321 долар для чоловіків та 40 313 долари для жінок. За межею бідності перебувало 22,2 % осіб, у тому числі 28,6 % дітей у віці до 18 років та 10,5 % осіб у віці 65 років та старших.
Цивільне працевлаштоване населення становило 562 особи. Основні галузі зайнятості: виробництво — 24,0 %, роздрібна торгівля — 22,6 %, освіта, охорона здоров'я та соціальна допомога — 20,5 %.